# Francie na Letních olympijských hrách 2012
Francii na Letních olympijských hrách v roce 2012 v Londýně reprezentovala výprava 332 sportovců ve 23 sportech.

## Medailisté
| Medaile | Jméno | Sport                | Soutěž                              |
| ------- | --- | -------------------- | ----------------------------------- |
| Zlato   | Camille Muffatová | Plavání              | Ženy 400 m volný způsob             |
| Zlato   | Amaury Leveaux Fabien Gilot Clément Lefert Yannick Agnel Alain Bernard Jérémy Stravius | Plavání              | Muži štafeta 4 × 100 m volný způsob |
| Zlato   | Yannick Agnel | Plavání              | Muži 200 m volný způsob             |
| Zlato   | Tony Estanguet | Kanoistika           | Muži slalom C1                      |
| Zlato   | Lucie Décosseová | Judo                 | Ženy 70 kg                          |
| Zlato   | Émilie Ferová | Kanoistika           | Ženy slalom K1                      |
| Zlato   | Teddy Riner | Judo                 | Muži +100 kg                        |
| Zlato   | Florent Manaudou | Plavání              | Muži 50 m volný způsob              |
| Zlato   | Renaud Lavillenie | Atletika             | Muži skok o tyči                    |
| Zlato   | Julie Bressetová | Cyklistika           | Ženy cross-country                  |
| Zlato   | Jérôme Fernandez Didier Dinart Xavier Barachet Guillaume Gille Bertrand Gille Daniel Narcisse Guillaume Joli Samuel Honrubia Daouda Karaboué Nikola Karabatić Thierry Omeyer William Accambray Luc Abalo Cédric Sorhaindo Michaël Guigou | Házená               | Turnaj mužů                         |
| Stříbro | Céline Goberville | Sportovní střelba    | Ženy 10 m air pistol                |
| Stříbro | Camille Muffatová | Plavání              | Ženy 200 m volný způsob             |
| Stříbro | Amaury Leveaux Grégory Mallet Clément Lefert Yannick Agnel Jérémy Stravius | Plavání              | Muži štafeta 4 × 200 m volný způsob |
| Stříbro | Grégory Baugé Michaël D'Almeida Kévin Sireau | Cyklistika           | Muži družstvo sprint                |
| Stříbro | Germain Chardin Dorian Mortelette | Veslování            | Muži dvojka bez kormidelníka        |
| Stříbro | Michaël Llodra Jo-Wilfried Tsonga | Tenis                | Muži čtyřhra                        |
| Stříbro | Bryan Coquard | Cyklistika           | Muži omnium                         |
| Stříbro | Mahiedine Mekhissi-Benabbad | Atletika             | Muži 3000 m steeplechase            |
| Stříbro | Grégory Baugé | Cyklistika           | Muži sprint                         |
| Stříbro | Anne-Caroline Graffe | Taekwondo            | Ženy +67 kg                         |
| Stříbro | Isabelle Yacoubou Endéné Miyem Clémence Beikes Sandrine Grudaová Edwige Lawson-Wade Céline Dumercová Florence Lepron Émilie Gomis Marion Laborde Élodie Godin Emmeline Ndongue Jennifer Digbeu                                           | Basketbal            | Turnaj žen                          |
| Bronz   | Priscilla Gnetová | Judo                 | Ženy 52 kg                          |
| Bronz   | Automne Paviaová | Judo                 | Ženy 57 kg                          |
| Bronz   | Ugo Legrand | Judo                 | Muži 73 kg                          |
| Bronz   | Gévrise Émaneová | Judo                 | Ženy 63 kg                          |
| Bronz   | Coralie Balmy Charlotte Bonnet Ophélie-Cyrielle Étienne Camille Muffatová Mylène Lazare | Plavání              | Ženy štafeta 4 × 200 m volný způsob |
| Bronz   | Audrey Tcheuméová | Judo                 | Ženy 78 kg                          |
| Bronz   | Delphine Reau | Sportovní střelba    | Ženy trap                           |
| Bronz   | Julien Benneteau Richard Gasquet | Tenis                | Muži čtyřhra                        |
| Bronz   | Jonathan Lobert | Jachting             | Třída Finn                          |
| Bronz   | Hamilton Sabot | Sportovní gymnastika | Muži bradla                         |
| Bronz   | Steeve Guénot | Zápas                | Muži řecko-římský do 66 kg          |
| Bronz   | Marlène Harnois | Taekwondo            | Ženy 57 kg                          |
| Bronz   | Jimmy Vicaut Christophe Lemaitre Pierre-Alexis Pessonneaux Ronald Pognon | Atletika             | Muži štafeta 4 × 100 m              |

## Jednotlivé sporty

### Tenis
| Sportovec                              | Soutěž  | 64 hráčů v kole                     | 32 hráčů v kole                            | 16 hráčů v kole                         | Čtvrtfinále                                   | Semifinále                               | Finále                                             | Pořadí  |
| Sportovec                              | Soutěž  | Soupeř výsledek                     | Soupeř výsledek                            | Soupeř výsledek                         | Soupeř výsledek                               | Soupeř výsledek                          | Soupeř výsledek                                    | Pořadí  |
| -------------------------------------- | ------- | ----------------------------------- | ------------------------------------------ | --------------------------------------- | --------------------------------------------- | ---------------------------------------- | -------------------------------------------------- | ------- |
| Julien Benneteau                       | dvouhra | Južnyj (RUS) · 7–5, 6–3             | Federer (SUI) · 2–6, 2–6                   |                                         |                                               |                                          |                                                    | 17.–32. |
| Richard Gasquet                        | dvouhra | Haase (NED) · 6–3, 6–3              | Baghdatis (CYP) · 4–6, 4–6                 |                                         |                                               |                                          |                                                    | 17.–32. |
| Gilles Simon                           | dvouhra | Kukuškin (KAZ) · 6–4, 6–2           | Dimitrov (BUL) · 6–3, 6–3                  | Del Potro (ARG) · 1–6, 6–4, 3–6         |                                               |                                          |                                                    | 9.–16.  |
| Jo-Wilfried Tsonga                     | dvouhra | Bellucci (BRA) · 6–7(5–7), 6–4, 6–4 | Raonic (CAN) · 6–3, 3–6, 25–23             | López (ESP) · 7–65, 6–4                 | Djoković (SRB) · 4–6, 5–7                     |                                          |                                                    | 5.–8.   |
| Julien Benneteau Richard Gasquet       | čtyřhra |                                     | Fleming / · Hutchins (GBR) · 7–5, 6–3      | Bhúpatí / · Bopanna (IND) · 6–3, 6–4    | Tipsarević / · Zimonjić (SRB) · 6:4, 7:6(7–3) | B. Bryan / · M. Bryan (USA) · 4:6, 4:6   | Ferrer / · López (ESP) · (malé finále) · 6–47, 2–6 | bronz   |
| Michaël Llodra Jo-Wilfried Tsonga      | čtyřhra |                                     | Nalbandian / · Schwank (ARG) · 6–3, 7–5    | Paes / · Vardhan (IND) · 7–63, 4–6, 6–3 | Melo / · Soares (BRA) · 6–4, 6–2              | Ferrer / · López (ESP) · 3:6, 6:4, 18:16 | B. Bryan / · M. Bryan (USA) · 4–6, 62–7            | stříbro |
| Alizé Cornetová                        | dvouhra | Paszek (AUT) · 7–6(7–4), 6–4        | Hantuchová (SVK) · 3–6, 0–6                |                                         |                                               |                                          |                                                    | 17.–32. |
| Alizé Cornetová Kristina Mladenovicová | čtyřhra |                                     | Pcheng / · Čeng (CHN) · 1–6, 7–6(7–3), 3–6 |                                         |                                               |                                          |                                                    | 17.–32. |